# فيل بنيون
فيل بنيون هو فلاح وسياسي بريطاني، ولد في 7 أكتوبر 1954 في Tamworth, Staffordshire ‏ في المملكة المتحدة. نشط حزبياً في الديمقراطيون الليبراليون. في انتخابات البرلمان الأوروبي 2019، انتخب عضو في البرلمان الأوروبي عن دائرة West Midlands (European Parliament constituency) ‏ لترشحه ضمن قائمة الديمقراطيون الليبراليون، وقد انضم خلال فترته النيابية (2 يوليو 2019 – 31 يناير 2020) للكتلة البرلمانية كتلة تجديد أوروبا وانتخب عضو في البرلمان الأوروبي عن دائرة West Midlands (European Parliament constituency) ‏ لترشحه ضمن قائمة الديمقراطيون الليبراليون، وقد انضم خلال فترته النيابية (6 فبراير 2012 – 30 يونيو 2014) للكتلة البرلمانية مجموعة تحالف الليبراليون والديمقراطيون من أجل أوروبا ‏.

## وصلات خارجية
- الموقع الرسمي